# Herb gminy Długosiodło
Herb gminy Długosiodło – jeden z symboli gminy Długosiodło, ustanowiony 28 sierpnia 2003.

## Wygląd i symbolika
Herb przedstawia na tarczy dzielonej w słup w polu lewym zielonym złotą mitrę i srebrny pastorał, symbol przynależności terenów gminy do dóbr biskupich, natomiast w polu prawym białym zielone drzewo, nawiązujące do sosny porastającej tereny gminy, a pod nią dwie zielone linie faliste: górną szerszą i dolną węższą (symbolizujące odpowiednio rzeki: Narew i Wymakracz.